# Sarabande bretonne
Pour plus de détails, voir Fiche technique et Distribution.

Sarabande bretonne est un film muet français réalisé par Louis Feuillade, et sorti le 31 janvier 1910, réalisé en 1909.